# Legnani (famiglia)
I Legnani sono un'antica famiglia patrizia di Milano che legò il suo nome a Legnano, di cui diventarono conti. Tramite Giovanni da Legnano, trasferitosi a Bologna, i Legnani ne divennero conti nel 1368 e vennero investiti nel 1506 della dignità senatoria dal pontefice Giulio II.

## Storia
Questa casato si chiamava originariamente Oldrendi, Oldradi o Oldrati: sui testi in lingua latina è spesso menzionato come Oldrendis de Lignano. In seguito gli Oldrendi diventarono conti di Legnano. Sui documenti la famiglia Legnani compare per la prima volta nel 1173, quando viene menzionato un certo "Obizzone Oldrendi da Legnano" (sulla testimonianza scritta è chiamato da Legniano). Ciò è la conferma che, a partire dal XII secolo, all'epoca in cui venne combattuta la battaglia di Legnano (29 maggio 1176), questo casato, che era originario di Milano, iniziò ad avere una certa influenza sul borgo, da cui l'aggiunta al proprio cognome del riferimento a Legnano.

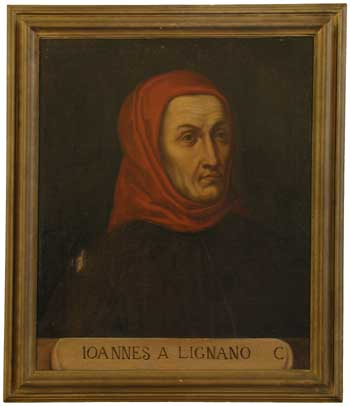
Giovanni da Legnano

Su altri documenti conservati nell'archivio storico del comune di Milano, oltre che Obizzone, si cita anche un Ruggiero (1208), un Guglielmo (1210) e un Corrado (1215), tutti accomunati dall'aggiunta, alla fine del cognome, di un "da Legnano". Altri componenti di questa famiglia sono poi menzionati su un documento del 1261. Questo scritto, che è stato trovato negli archivi della Biblioteca Ambrosiana, è il verbale di approvazione degli statuti del borgo di Legnano "[...] [che sono ratificati] per un anno o più secondo il volere del consiglio [...]": essi ebbero poi validità dal 1261 al 1268. 
Il documento, nello specifico, è costituito da un singolo foglio di pergamena redatto su due colonne e formato nel complesso da 22 righe. Le cariche citate in questi verbali sono quelli dei quattro consoli, dei vicari dell'arcivescovo di Milano e di nove consiglieri: due di questi ultimi sono degli Oldrendi.
Il componente più illustre del casato fu Giovanni da Legnano, insigne giurista nato nel borgo legnanese nel 1320. Nel corso dei secoli il loro cognome mutò da Oldrendi da Legnano a Da Legnano diventando infine Legnani.
Giovanni da Legnano giunse a Bologna nel 1350, nella quale iniziò ad insegnare diritto canonico e civile, divenendo presto un giurista di fama nazionali tanto da stringere ottimi rapporti con Papa Urbano V e Papa Gregorio XI. Grazie alla sua influenza e alle sue amicizie divenne Conte palatino su volontà di Carlo IV di Lussemburgo. Nel 1379 acquisterà la casa-studio che poi diventerà il sontuoso Palazzo Legnani, dimora futura dei suoi discendenti. Alla sua morte il patrimonio fu ereditato dal figlio Battista, continuatore della stirpe. 
Abbandonata la città da Giovanni II Legnani a causa di congiure da famiglie rivali, nel 1506 il Conte Antonio Maria Legnani, arricchitosi tramite attività finanziarie, ritornò a Bologna in veste di uno dei 20 nuovi riformatori non aderenti alla fazione dei Bentivoglio. Aiutò, quindi, Papa Giulio II a costituire il Senato di Bologna, assumendo il titolo di Senatore, carica mantenuta dai Legnani fino al 1797 con la soppressione dello stesso da parte di Napoleone e la nascita della Repubblica Cispadana. 
In seguito all'aumento di importanza della famiglia Legnani, iniziarono con il Conte Alessandro Legnani lavori di miglioramento e accrescimento al Palazzo nel 1587, che terminarono 8 anni dopo con la costruzione dell'attuale imponente facciata su via d'Azeglio sotto il Marchese Antonio Maria. 
In seguito morte del senatore Conte Girolamo Legnani Ferri, avvenuta nel 1805, venne segnata l'estinzione del ramo senatorio bolognese. Tutti i suoi beni infatti passarono a sua figlia Teresa, sposata con il Conte Camillo Malvezzi dal 1772, che nel 1839 vendette il palazzo ai Marchesi Pizzardi. La famiglia nobile Legnani però non si estinse, continuò a vivere per un ramo parallelo che dal 1699 abitava a Piumazzo, in cui la famiglia possedeva terreni e alcune case padronali. 
Ritornarono a Bologna Giovanni e Domenico Legnani acquistando dalla famiglia Albergati la villa Zola Predosa e altre proprietà limitrofe nel 1830 e stabilendola come nuova dimora famigliare. Il Palazzo venne poi ceduto da Andrea Legnani nel 1853 al Marchese Zambeccari e i Legnani si trasferirono nel centro urbano a Bologna, acquisendo numerose proprietà tra cui una palazzina in via de' Gombruti e trasferendosi infine in un sontuoso appartamento in Via Farini 11, pur mantenendo nel contado diverse proprietà agricole tra Zola Predosa e Manzolino. Venne inoltre verso la fine del 1800' acquistata anche una Villa a Borgo Panigale, del quale Vittorio Legnani (padre dell'architetto Alberto Legnani) fu anche sindaco dal 1901-1907.

## Lo stemma del casato

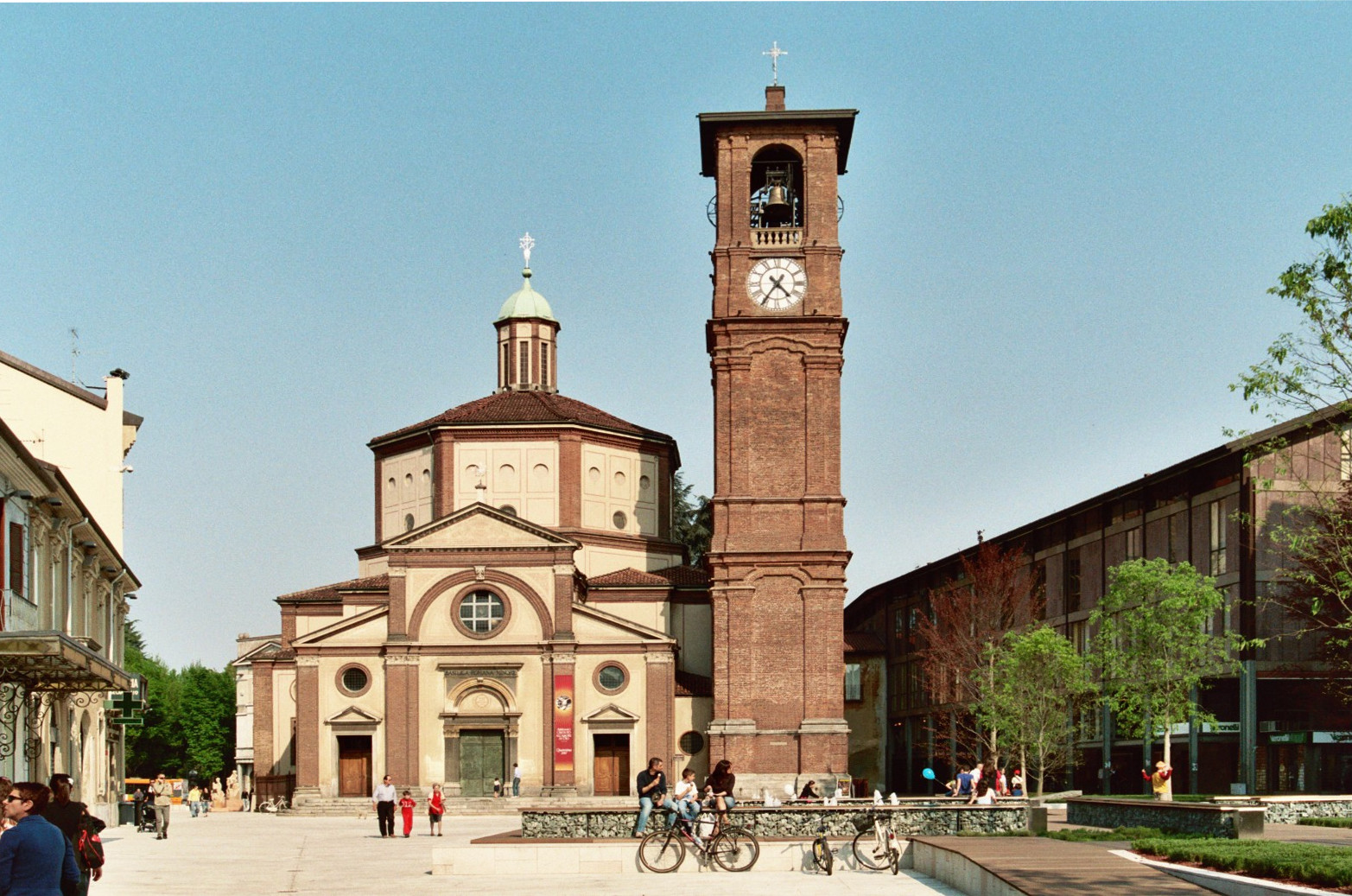
Basilica e piazza di San Magno a Legnano

Lo stemma del casato raffigura un leone un albero disseccato: questi soggetti sono poi gli stessi di quelli rappresentati sullo stemma comunale di Legnano. L'origine dei due è legata a una leggenda. Secoli fa, in un periodo imprecisato, davanti alla basilica legnanese di San Magno era presente un grande cerro. Il 5 novembre, ricorrenza di san Magno, patrono di Legnano, un contadino si mise a osservare il grande albero invidiandone la resistenza a sopportare la neve e il freddo. L'agricoltore pregò il cielo esprimendo il desiderio di avere la stessa capacità dell'albero a fronteggiare le intemperie, ma applicata alla vita.

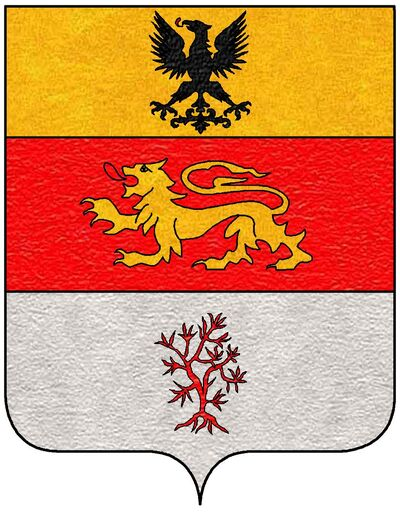
Stemma Famiglia Legnani

Ad un certo punto comparve san Magno, che promise di esaudire i desideri del contadino fornendogli il vigore, la temerarietà e la potenza di un leone. Il santo chiese però al contadino, per avere esaudito il suo desiderio, di uccidere un coniglio e camminare sul terreno dove era stato versato il sangue dell'animale. L'agricoltore obbedì a San Magno e quindi il santo lo trasformò in leone. Subito dopo aver compiuto il miracolo, san Magno scomparve senza ascoltare le preghiere del contadino, che chiedeva di ritornare uomo, punendo così la sua superbia.
L'albero e il leone diventarono i simboli di Legnano, mentre il bianco della neve e il rosso del sangue del coniglio ne diventarono i colori. Sia i simboli che i colori furono poi inclusi nello stemma e nel gonfalone comunale. Il bianco e il rosso sono anche i colori della Nobile contrada San Magno, rione che include il centro storico di Legnano.
L'aquila venne aggiunta allo stemma dal Conte Oldrendo (padre di Giovanni), signore di Legnano che ricoprì l'incarico di Capitano Generale sotto l'imperatore Alberto I d'Asburgo, in seguito ad una impresa nei Pirenei e dei servigi resi nel 1300.

## Personaggi
- Pietro Oldrati, arcivescovo di Milano[N 1]
- Obizzone Oldrendi da Legnano, il fondatore.
- Ruggiero Oldrendi da Legnano, personalità citata su alcuni documenti storici del comune di Milano.
- Guglielmo Oldrendi da Legnano, personalità citata su alcuni documenti storici del comune di Milano.
- Corrado Oldrendi da Legnano, personalità citata su alcuni documenti storici del comune di Milano.
- Giovanni da Legnano (Legnano, 1320 circa – Bologna, 1383), giurista.
- Stefano Maria Legnani (Milano, 1660/61 – Bologna, 1713/15), pittore, noto come "il Legnanino".
- Alessandro Agucchi Legnani (Bologna, 1774 – Bologna, 1853), politico napoleonico. Era figlio del conte Donato e della contessa Eleonora Beccadelli.
- Ernesta Legnani (Milano, 1788 – Milano, 1859), pittrice e incisore.
- Luigi Legnani (Ferrara, 1790 – Ravenna, 1877), chitarrista, compositore e liutaio.
- Pierina Legnani (Milano, 1868 – Milano, 1930), ballerina. Fu la prima ad ottenere il titolo di prima ballerina assoluta.
- Emilio Legnani (Milano, 1918 – Genova, 2006), militare che prestò servizio, tra l'altro, nella Xª Flottiglia MAS.
- Alberto Legnani (Bologna, 1894 – Bologna, 1958), è stato un architetto italiano.

### Esplicative
1. ↑  La sua appartenenza alla famiglia degli Oldrati non è certa.

### Bibliografiche
1. 1 2 3 4 5 6  Ferrarini, p. 54.
2. 1 2 3  (DE)   Europa und seine Regionen: 2000 Jahre Rechtsgeschichte, su books.google.it. URL consultato il 19 gennaio 2017.
3. ↑   Giovanni da Legnano - Università di Bologna, su www.unibo.it. URL consultato il 7 marzo 2023.
4. ↑   Mara Casale, Palazzo Legnani Pizzardi, su Storia e Memoria di Bologna. URL consultato il 2 aprile 2023.
5. ↑  Autori vari, p. 16.
6. 1 2  Autori vari, p. 22.
7. 1 2  Ferrarini, p. 56.
8. 1 2 3  D'Ilario, 1984, p. 44.
9. ↑   da Legnano Giovanni, su Storia e Memoria di Bologna. URL consultato il 2 aprile 2023.
10. 1 2   Storia Amministrativa, su www.comune.bologna.it. URL consultato il 7 marzo 2023.
11. ↑   Marchetti, Maria Cristina., Palazzo Legnani Pizzardi, Grafis, 1991, OCLC 654266729. URL consultato il 7 marzo 2023.
12. ↑   D-sign.it, Legnani Carlo - Storia e Memoria di Bologna, su www.storiaememoriadibologna.it. URL consultato il 7 marzo 2023.
13. ↑   Zola Predosa (BO), palazzo Theodoli-Brasc..., su Digital Humanities. URL consultato il 7 marzo 2023.
14. ↑   Il Governo di Bologna - Biblioteca comunale dell'Archiginnasio - Bologna, su badigit.comune.bologna.it. URL consultato il 7 marzo 2023.
15. ↑   D-sign.it, Legnani Alberto - Storia e Memoria di Bologna, su www.storiaememoriadibologna.it. URL consultato il 7 marzo 2023.
16. ↑   Contrada San Magno - Le origini, su sanmagno.com. URL consultato il 29 novembre 2017 (archiviato dall'url originale l'11 giugno 2014).